# Бјеловићи
Бјеловићи је насељено место у Босни и Херцеговини, у општини Крешево. Административно припада Федерацији Босне и Херцеговине, односно њеном Средњобосанском кантону. Према попису становништва из 2013. у насељу је било 180 становника, а већинску популацију чинили су Хрвати.

## Становништво
По последњем службеном попису становништва из 2013. године, у овом насељу живело је 180 становника, а село је било етнички хомогено са већинском хрватском популацијом.
| Националност | 2013. | 1991.        | 1981.        | 1971.        |
| Бошњаци      | —     | 50 (19,23%)  | 50 (18,18%)  | 49 (15,03%)  |
| Хрвати       | —     | 207 (79,62%) | 219 (79,64%) | 276 (84,66%) |
| Црногорци    | —     | 0            | 1 (0,36%)    | 0            |
| Југословени  | —     | 1 (0,38%)    | 0            | 0            |
| остали       | —     | 2 (0,77%)    | 5 (1,82%)    | 1 (0,31%)    |
| Укупно       | 180   | 260          | 275          | 326          |